# عقد ليمفاوية عضدية
.
العقد الليمفاوية العضدية(بالإنجليزية: Brachial lymph nodes)‏ (أو المجموعة الجانبية ) هي مجموعة من أربعة إلى ستة من العقد الليمفاوية التي تقع بما يتعلق بالجوانب الوسطية والجوانب الخلفية من الوريد الإبطي والوعاء اللمفيمن هذه الغدد التي تصرف الدم من الذراع كله باستثناء ذلك الجزء الذي تصله الأوعية وتصاحب الوريد الرأسي .
الأوعية اللمفاوية تمر جزئيا إلى المجموعات المركزية تحت الترقوة من الغدد الإبطية وجزئيا إلى العقد السفلية اللمفية الرقبية العميقة(بالإنجليزية: Inferior deep cervical lymph nodes)‏.